# Vocalisation des oiseaux
Pour les articles homonymes, voir Le Chant des oiseaux (homonymie).

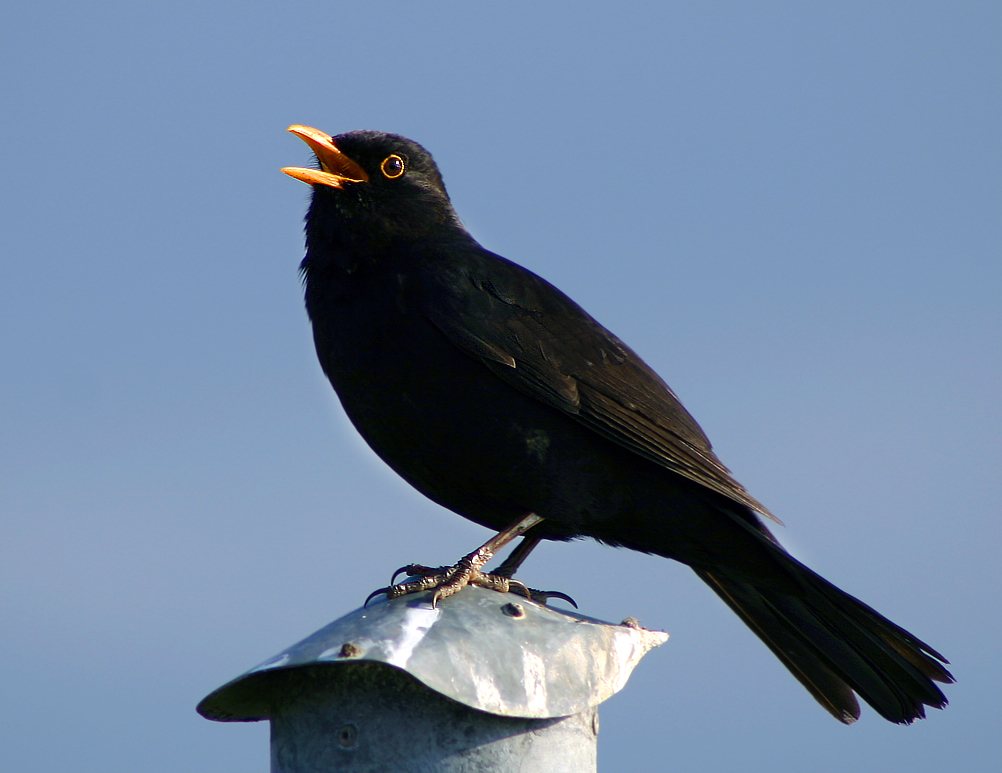
Le Merle noir est un chanteur virtuose. Son perchoir improvisé lui permet de dominer son environnement proche, visuellement et auditivement (île de Fionie, Danemark).

Les oiseaux émettent des vocalises comme la plupart des vertébrés terrestres, qu'ils produisent au moyen de leur syrinx. Ces vocalises sont de deux ordres :
- les vocalisations de communication dirigée (appel au nourrissage, alerte d'un danger, apaisement, etc.) ;
- les vocalisations d'agression ritualisée (marquage de l'espace territorial, avertissement d'agressivité)[1].

Dans le langage parlé et non scientifique, lorsque ces sons paraissent mélodieux à l'oreille humaine, ils sont désignés sous le terme de chants. En ornithologie, une distinction est faite entre les chants et les cris. Par ailleurs, les Passeriformes (notamment les Oscines), s'ils sont surnommés « oiseaux chanteurs », ne sont pas les seuls à pouvoir vocaliser.
L'être humain différencie bon nombre de ces chants ou sons et leur a donné un nom particulier, par exemple roucoulement, piaillement, cancanement. Parfois, le nom vernaculaire d'un oiseau évoque ses vocalises comme pour les coucous. Le terme coq en français est issu du chant que les locuteurs francophones transcrivent en « Cocorico », alors qu'il est transcrit « Kikeriki » par les locuteurs germanophones, etc. Ces relations étymologiques sont étudiées en ethnoornithologie (en).

## Définition

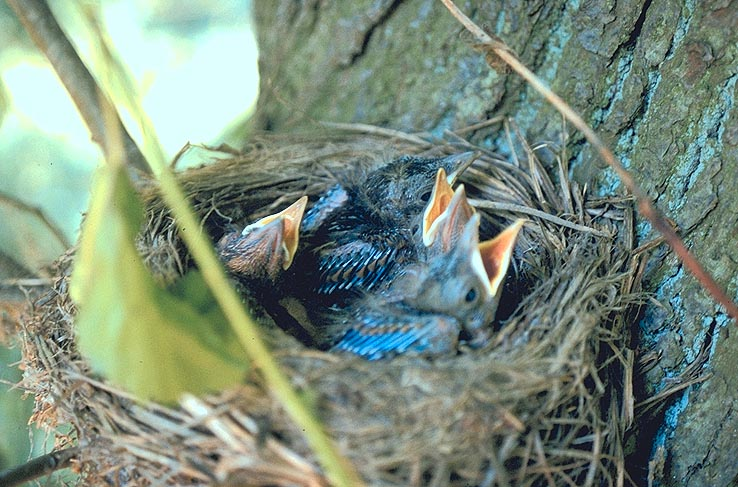
Oisillons de merle noir piaillant pour obtenir la becquée.

La distinction entre les cris et les chants est basée sur la complexité, la longueur, et le contexte. Les chants sont plus longs et plus complexes et servent à défendre le territoire ou à courtiser des partenaires sexuels, alors que les cris ont tendance à servir d'alarme en cas de danger, de quémande de nourriture, ou à maintenir le contact au sein d'un groupe social.
D'une manière générale, l'oiseau babille, chante, gazouille, jabote, piaille, piaule, ramage.
Le piaillement est un appel bref, les oisillons piaillent pour réclamer de la becquée. Le pépiement est une série de petits cris brefs, peu sonores. Le babil est un chant répétitif qui ressemble à un récit des humains. La distinction entre chant et cris est quelque peu arbitraire. On considère cependant les chants comme plus longs et plus complexes. Dans North American Bird Songs (1977), Poul Bondesen propose la classification suivante : le staccato est la répétition rapide d'une fréquence constante au timbre assez pur ; le glissando montant ou descendant est le changement rapide et continu d'une fréquence ; le coup est un glissando très rapide ; le vibrato ou la trille est une syllabe consistant en une alternance très rapide de « notes » glissées identiques ; le sifflement est un chant composé de « notes » simples et relativement puissantes émises de manière discontinue ; le gazouillis est un chant composé de « notes » de divers timbres et fréquences. Les vocalises les plus complexes servent toujours aux préludes amoureux. Les autres sons servent à exprimer une menace, la peur ou à signaler son autorité sur un territoire (voir théorie du cher ennemi (en)). Le cri d'un oiseau exprime tantôt un appel, une menace, la peur, un signal d'avertissement ou une demande. Certaines espèces d'oiseaux sont capables d'imiter les autres oiseaux. Un ornithologue amateur a ainsi observé 15 espèces d'oiseaux différentes imiter 54 espèces d'oiseaux au total, au moins une fois, entre 1980 et 2010 en Eure-et-Loir. Les étourneaux savent imiter des bribes de chants notamment ceux du loriot, ce qui peut dérouter certains observateurs. La rousserolle verderolle inclut dans son répertoire des chants de dizaines d'oiseaux dont certaines espèces qu'elle rencontre en Afrique durant son hivernage. Certaines espèces telles les Mainates et certains Psittacidae peuvent même imiter l'être humain[réf. souhaitée].
En 2020, Régis Petit a proposé une classification des traits saillants des chants et cris des oiseaux, basée à la fois sur le langage parlé et sur la notation musicale (voir référence en Liens externes) :
- Le Nombre de sons successifs constituant la phrase (indépendamment des silences) est le trait saillant principal.
- Le Trille (vs Tremolo) est soit un "r roulé" comme dans le langage parlé, soit une itération rapide sur un ou plusieurs sons, de type tremolo ou trille en musique.
- Le Glissando est le glissando en musique, c'est-à-dire une variation de hauteur du même son, du grave vers l'aigu ou inversement. Le glissando peut être ascendant ou descendant, continu ou granulaire selon que la variation porte sur un seul son ou sur une itération du même son.
- Le Vibrato est le vibrato en musique, c'est-à-dire une petite fluctuation continue de hauteur du même son.
- Le Gazouillis est une succession de sons vocaux difficilement séparables, car trop rapides ou trop aigus. Un gazouillis peut se caractériser globalement par sa durée, notamment quand elle est longue (plus de 10 secondes), son tempo, notamment quand il est lent (moins de 5 Sons par seconde), son rythme, notamment quand il est continu (sans pause), et sa ligne mélodique, notamment quand elle est constamment changeante avec très peu de mots identiques.
- Le Timbre des sons constituant la phrase est également un trait saillant, chaque son étant caractérisé par une syllabe composée de phonèmes, eux-mêmes caractérisés par des formants plus ou moins bruités, comme dans le langage parlé. Par exemple, le cri de la chouette hulotte ("ouh.iiik") comporte deux syllabes "ouh" et "iiik", composées elles-mêmes des phonèmes "ou", "i" et "k".

### Rôle social
La plupart des espèces chantent, les espèces qui ne chantent jamais, comme les cigognes, font plutôt exception. Les rossignols et les Passeri sont reconnus pour leur chant. Ce sont les mâles qui ont en général le chant le plus complexe pour séduire les femelles ou marquer leur territoire. Ils chantent donc le plus souvent au printemps dans les régions boréales, mais les espèces qui élèvent deux couvées par saison, comme les troglodytes, chantent entre les couvées. Ils possèdent un répertoire de chants, avec un chant précis pour certaines situations. Certaines espèces peuvent chanter en duo. Les chants peuvent évoluer en fonction de la saison des amours.
Chez certaines espèces, le chant est inné tandis que pour d'autres — comme le Pinson des arbres — le chant est appris à l'écoute des oiseaux de la même espèce (oisillon écoutant et imitant les vocalisations des adultes qui l'entourent en émettant d'abord un babil puis un chant rudimentaire et enfin le chant pur lors de la « période de cristallisation ») mais peut aussi inclure des vocalises d'autres espèces. Il en résulte que chaque population dispose de ses chants propres et que chaque individu a sa propre particularité vocale. Si les jeunes oiseaux peuvent chanter, ils n'ont pas la dextérité de leurs aînés (la plupart du temps mâle), l'aptitude à chanter s'affinera en vieillissant. Si cette période d'apprentissage, chez certaines espèces comme le Diamant mandarin, est perturbée, la capacité à chanter se dégrade. Chez cette espèce il faut 20 jours pour que l'oisillon s'imprègne des vocalises de l'adulte et 35 jours pour développer le sien. À 90 jours, devenu adulte, son chant ne varie plus.
Le chant joue un rôle de communication sociale très important : 
- on sait qu'un oiseau isolé ou sans femelle chante plus fort qu'en couple. Cette caractéristique est utilisée pour faire parler les Psittacidae et les mainates ;
- le chant contribue aussi à la cohésion dans les grands rassemblements d'oiseaux, en rondes. Et dans le couple, chez les espèces qui couvent et élèvent les petits de manière biparentale, il sert à "négocier" le partage et la succession des tâches (ainsi, le pinsons zébré, Taeniopygia guttata, forme un couple monogames, à vie, où les partenaires sont très coordonnés et co-incubent leurs œufs[8] ;
- Le chant est utilisé par les mâles pour séduire les femelles, et pour revendiquer un territoire. Il en résulte que des mâles, privés de cette aptitude, gardent plus difficilement leur territoire[9].

### Les alarmes
De nombreux oiseaux émettent des cris d'alarme, éventuellement reconnus par d'autres espèces, tel le cri du geai des chênes qui semble alerter d'autres espèces que des intrus se présentent sur leur territoire. L'enregistrement de cris d'alarme a été utilisé comme effaroucheur d'oiseau, en ne gardant que les signaux de détresse, pour éloigner certains groupes d'oiseaux des pistes d'aérodromes ou d'espaces verts urbains.

### La capacité à apprendre et/ou imiter les sons
Les perroquets et les mainates sont connus pour leurs capacités à mémoriser et répéter une grande variété de sons, dont le langage humain, mais certains oiseaux sont capables d'imiter d'autres espèces ou même différents bruits. Le Loriot peut par exemple imiter le miaulement du chat. L'Oiseau-lyre superbe quant à lui peut imiter une foreuse ou un appareil photo.
Trois groupes d'oiseaux sont capables d'imiter d'autres oiseaux : la famille des Psittacidés (perruches et perroquets), la famille des Trochilidés (colibris) et le sous-ordre des Oscines ou Passeri (environ les deux tiers des passereaux tels que le Merle noir, le Rossignol philomèle et le Canari).
Uniquement sur le territoire eurélien, un ornithologue amateur a déjà observé 15 espèces d'oiseaux imiter au moins une autre espèce d'oiseau, au moins une fois, entre 1980 et 2010. Au total, ces 15 espèces en ont imité 54 différentes. Ainsi, l'étourneau sansonnet a déjà imité 25 espèces d'oiseaux différentes ainsi que la grenouille verte, sur ce territoire tandis que seulement 2 individus de rousserolle verderolle ont imité 12 espèces d'oiseaux différentes. La mésange charbonnière a déjà imité 9 autres espèces aviaires. Dans son chant très élaboré, la grive musicienne modifie l'ordre, la structure des motifs musicaux et intègre parfois des cris ou des chants d'autres espèces. La grive musicienne a ainsi déjà imité le chant et/ou le cri de 8 autres espèces d'oiseaux. Le geai des chênes a déjà imité 8 espèces aviaires, une espèce d'amphibien (la grenouille verte) et des gémissements humains.

## Organes

### L'organe producteur de son
L'organe vocal aviaire s'appelle le syrinx. C'est une structure cartilagineuse au fond de la trachée qui possède deux cavités ou pavillons. Cette structure, à laquelle s'ajoute pour certaines espèces une poche d'air formant une caisse de résonance, vibre et produit des sons en faisant changer les volumes des membranes des cavités. Les oiseaux peuvent commander les vibrations de chacune des cavités indépendamment ce qui permet à certaines espèces de produire deux « notes » simultanément.

### Le cerveau
Sur les 23 ordres d'oiseaux[réf. nécessaire], seuls trois ordres regroupent des oiseaux avec la capacité d'apprendre leurs vocalises, les Trochiliformes, les Passeriformes, les Psittaciformes. Ils apprennent d'une manière assez semblable à la façon dont les enfants apprennent à parler. Ils doivent mémoriser les sons et les reproduire dans un bon contexte. Il a été montré, par contre que les Galliformes ne reproduisent les sons que d'une façon innée.
Ces trois ordres d'oiseaux ne sont pas très proches pourtant leurs adaptations sont similaires. Il a été montré que ces oiseaux utilisent les sept même aires de leur cerveau pour vocaliser et que ces aires ne sont pas présentes pour les espèces des autres ordres. Ceci soulève une question sur l'évolution des oiseaux. Soit ils héritent tous d'un ancêtre commun disposant de ces facultés, perdue pour les autres ordres, soit il s'agit d'une convergence évolutive « normale » liée à la structure des cerveaux des oiseaux.
Cette dernière est, selon certains auteurs, un exemple de convergence évolutive, ce phénomène est identique aux ressemblances observées chez les cétacés et les Homo sapiens. Cette similitude est étudiée pour comprendre comment quelques mammifères ont développé la capacité de vocaliser pour s'exprimer.
Les diamants mandarins, faciles à élever et dont le chant est inné, sont très utilisés pour étudier les capacités d'interprétation des sons par le cerveau des oiseaux, grâce à leur capacité à reconnaître et réagir aux chants de leurs congénères.

## Dans l'œuf...
On sait depuis les années 1960, que in ovo (dans l'œuf), le futur poussin est déjà sensible aux bruits extérieurs ou provenant des parents.
Chez la Caille japonaise ( Coturnix coturnix japonica), une simple exposition de l'œuf fécondé, à un stimulus auditif de deux heures, à n’importe quel moment durant les 3 derniers jours d’incubation, provoque une éclosion prématurée des œufs.
L'apprentissage des vocalises est en partie prénatal, c'est-à-dire qu'il commence chez le fœtus qui perçoit le chant maternel quand il est dans l'œuf. Par exemple, chez le Mérion superbe (Malurus cyaneus), la mère a déjà un rôle de tutrice de chant pour les fœtus de ses œufs, et « une meilleure imitation des appels maternels donnera plus de d'apports de nourriture par les parents après l'éclosion »,.
Deux chercheuses françaises se sont intéressées (à partir de 400 œufs de diamants mandarins) à la façon dont le bruit routier affecte l'embryon dans l'œuf, montrant que la pollution sonore, même à un niveau aujourd'hui jugé « modéré » affecte effectivement, y compris épigénétiquement, le développement de l'embryon dans l'œuf. Directement exposé en couveuse aux nuisances sonores, un œuf sur cinq n'éclot pas, et, chez les poussins survivants, on trouve des dommages cellulaires et génétique (télomères plus courts, notamment) ; et les futures capacités reproductives des oiseaux ayant été exposés dans l'œuf ou au stade poussin sont très altérées (par rapport aux poussins issus d'œufs protégés du bruit de la circulation ou non exposés ensuite à ce bruit) : le succès d'éclosion de leurs descendants est divisé par deux chez les œufs exposés au bruit durant 4 heures et demie puis au stade poussin (exposé durant plusieurs jours).

### Aptitudes connexes
Les oiseaux possèdent un système d'audition moins sophistiqué que celui des mammifères et, sauf exceptions, pas d'organe externe, mais disposent cependant pour certains d'entre eux d'une audition extrêmement fine. Certaines espèces sont capables de reconnaître la signature vocale d'autres individus, même après plusieurs mois, comme les couples de manchots sont capables de se reconnaître parmi des centaines d'individus grâce à l'effet cocktail party.

## Particularités
Certaines espèces émettent des sons de communication non vocaux comme des froissements d'ailes, ou grâce à des poches de peaux comme les gélinottes. Certaines espèces sont également capables de se servir d'écholocation comme les Salanganes ou le Guacharo des cavernes.

## L'être humain et les vocalisation des oiseaux
Dans l'Antiquité européenne et dans plusieurs légendes, on prête aux oiseaux le pouvoir de parler. Rien à voir cependant avec la « Langue des oiseaux », un langage humain cryptique. Ils deviennent alors des messagers, des espions. En Afrique, des chants et cris sont interprétés et traduits par certains peuples qui en tirent une signification particulière, qu'elle soit néfaste ou positive. Les oiseaux produisant ces cris sont alors considérés comme bénéfiques ou maléfiques.
Certaines espèces d'oiseaux sont également élevées en cage depuis l'antiquité dans l'unique objectif de distraire par leurs chants. Pour obtenir de meilleurs chants, on isole l'oiseau afin que son stress le pousse à chanter plus fort et plus longtemps[réf. nécessaire]. C'est par exemple le moyen utilisé pour faire parler les Psittacidae et les mainates qui imitent l'être humain par crainte de la solitude[réf. nécessaire]. En raison de cette aptitude appréciée, des braconniers capturent de nombreux spécimens sauvages pour la vente. Malgré les mesures de protection, certaines espèces sont menacées.
L'écoute du chant est l'un des principaux outils pour recenser les oiseaux, par exemple pour la réalisation d'atlas. Il permet de déterminer la présence d'espèces nicheuses indépendamment ou en complément de la vue, par exemple pour des oiseaux cachés dans des buissons ou par des feuillage ou, pour les oiseaux nocturnes. On considère qu'un mâle chanteur constitue un indice de nidification possible, par opposition à des indices de nidification probable (par exemple : observation de parade, ou construction d'un nid) ou certaine (par exemple : un adulte vu avec des chenilles dans le bec, ou vu couvant dans un nid). Il existe des guides audio de chants d'oiseaux, comprenant des enregistrements, et parfois des descriptions et sonagrammes.
Le chant est parfois la seule méthode pour identifier une espèce sur le terrain. Des espèces très proches dans leur apparence peuvent être facilement distinguées sur la base de leurs chants différents. C'est par exemple le cas entre les mésanges nonnettes Poecile palustris et boréales Poecile montanus, dont les critères de distinction visuels sont sujets à caution, ou encore les pouillots véloces Phylloscopus collybita et ibériques Phylloscopus ibericus.

### L'étude des vocalises

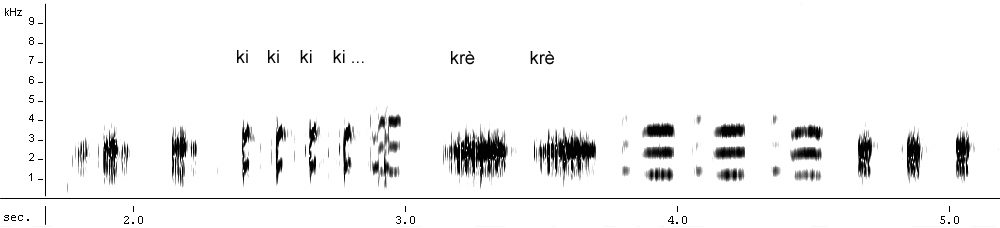
Sonagramme du chant d'un oiseau. À partir d'un certain degré de complexité, ce chant peut se subdiviser en éléments ou « notes », en syllabes ou motifs (combinaison de « notes » systématiquement associées, traduites sous forme d'onomatopées, à vocation mnémotechnique), et en phrases ou strophes (combinaison de motifs, répétée dans le chant). La terminologie dans ce domaine n'étant pas fixée, une certaine confusion règne encore dans l'emploi de ces termes.

L'être humain sait reconnaître certaines vocalisations et les reproduire depuis des milliers d'années. Cette capacité lui permet d'identifier l'oiseau et même de le tromper — elle lui a aussi été utile pour la chasse. Les appeaux sont des leurres qui imitent les vocalises afin d'attirer des oiseaux pour les chasser. Les humains ont d'ailleurs cherché à reproduire ces vocalises avec certains automates au XVIIe siècle.

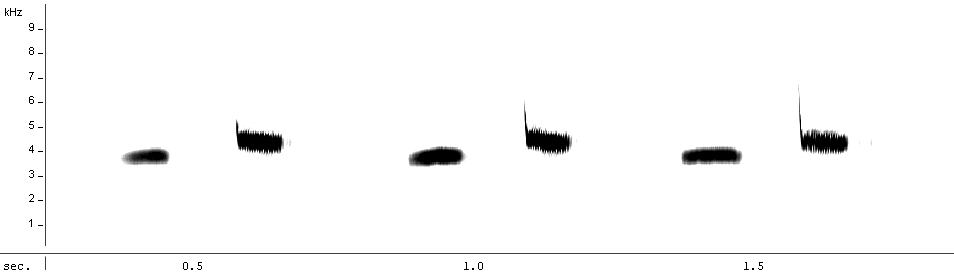
Sonagramme d'un chant de Mésange charbonnière : strophe à motifs dissyllabiques.

Ce n'est pourtant que récemment que l'être humain a cherché à mieux connaître la signification de ces vocalisations.
Le premier enregistrement de chant a été fait par Ludwig Koch en Allemagne en 1889. La suivante par le biologiste américain Sylvester Judd en 1898. L'enregistrement en milieu naturel pose de nombreux problèmes techniques liés à l'isolation du son. Le premier enregistrement de bonne qualité en milieu naturel n'a été réalisé qu'en 1932 lorsqu'une une équipe de l'université Cornell dirigée par Arthur Allen a mis au point les instruments et les techniques nécessaires. Après avoir isolé les chants, cette équipe les a fait écouter à d'autres oiseaux et a observé les réactions de ceux-ci. Les vocalises ont particulièrement été étudiées depuis les années 1950 grâce à des magnétophones par l'éthologiste Peter Robert Marler (en). Aujourd'hui, on analyse directement les sonagrammes.
On a depuis découvert qu'au sein de métapopulations animales pouvaient exister des sortes de « dialectes locaux » ou « dialectes phonologiques ». Chez les oiseaux, ces dialectes se définissent comme des variations de chant partagées par une population locale d'oiseaux, variations différentes de celles partagées au sein d'autres populations, alors qu'une même population a des signatures de groupes en commun (exemple bien étudié : le Pinson des arbres). Les émissions sonores des oiseaux peuvent être découpées en groupes de syllabes (l'alouette émet jusqu'à 700 syllabes différentes) et motifs, et être ainsi retranscrites.
Des variations saisonnières du chant se produisent : chez le canari durant la saison des amours, son chant est composé à partir de 20 à 40 types de syllabes différentes. À la fin de l'été, ce chant devient plus pauvre puis à partir du mois d'octobre se restructure avec l'apparition de nouvelles syllabes. En janvier, le chant redevient instable, plus restreint, enfin en février le chant s'enrichit à nouveau de nouvelles syllabes. Le « centre vocal supérieur », région du cerveau du canari mâle adulte impliquée dans l'apprentissage du chant, est capable de plasticité neuronale, son volume augmentant lors de l'enrichissement du chant, diminuant lors de l'appauvrissement. Cette variation est due à un processus de neurogenèse et de neurodégénerescence sous l'influence d'hormones dont la testostérone.
De plus, la complexité du chant d'un groupe au sein d'une espèce aviaire serait un bon indicateur de la bonne santé globale de la population de cette espèce. Par exemple, les mâles des populations de Sirli de Dupont (sirli ricoti) comprenant le plus d'individus (supposées les moins enclines à l'extinction) émettent des chants plus complexes que les autres, peut-être en raison d'une moindre compétition au moment de l'accouplement et d'un contexte « culturel » plus pauvre. Ceci laisse penser que l'étude des chants de population d'oiseaux pourrait donner des informations sur leur degré de menace d'extinction.
Une étude sur le Moineau du Japon en 2011 confirme les découvertes sur les étourneaux cinq ans plus tôt : le chant de Lonchura striata domestica possède une syntaxe et une grammaire élaborées avec un phénomène récursif.
Chez les oiseaux, les réseaux de connexions nerveuses et les régions de leur cerveau impliquées dans l'apprentissage et la production du chant ressemblent aux régions et réseaux du cerveau humain impliquées dans la reconnaissance et l'apprentissage du langage oral ainsi que de la production de la parole.

### Portée du signal
« Les chants sont émis dans des milieux physiques et biologiques qui vont les transformer. Au cours de leur propagation dans l’environnement, ils vont subir des fluctuations d’amplitude, des filtrations fréquentielles sélectives et des traînées ».
Ainsi, la portée du chant d'un oiseau dépend de sa puissance à l'émission, des fréquences utilisées, de l'environnement physique dans lequel il est émis, ainsi que du niveau de bruit dans l'environnement.

### Chants d'oiseaux et musique
- On observe à travers l'histoire de la musique plusieurs compositeurs influencés par les chants d'oiseaux ; signalons Janequin (Le Chant des Oiseaux) et Wagner (Siegfried).
- C'est avant tout le compositeur français Olivier Messiaen qui étudia de manière approfondie les différents chants d'oiseaux à travers le monde et les intégra dans son œuvre (Catalogue d'oiseaux ; Quatuor pour la fin du temps).
- Dans le jazz, Eric Dolphy s'inspira des chants d'oiseaux pour utiliser des intervalles microtonaux[38].
- Restera-t-il un chant d'oiseau, une chanson de Jean Ferrat.

### Codage des chants et des cris des oiseaux
Au niveau acoustique, le chant ou le cri d'un oiseau est à la frontière de la musique et du langage parlé.
Le chant ou le cri d'un oiseau est en effet une succession temporelle de sons, entrecoupée de silences et découpée en phrases répétitives. La phrase (ou strophe) est, par définition, le plus grand motif répétitif terminé par un silence (exemple : phrase "rou.rouhh rou" correspondant au chant de la tourterelle turque).
- En musique, le son (musical) est caractérisé par une hauteur, une intensité, une durée et un timbre. Quant au silence, il est caractérisé par une durée.
- Concernant les oiseaux, la hauteur des sons (fréquence de leur fondamentale) n'est pas un trait saillant de la phrase alors que le timbre des sons (fréquence des harmoniques de rang supérieur) l'est. Tout son prononcé n'est pas en effet une simple note de musique ou groupe de notes, mais une syllabe composée de phonèmes, comme dans le langage parlé. Par exemple, le cri de la chouette hulotte ("ouh.iiik") comporte deux syllabes "ouh" et "iiik", composées elles-mêmes des phonèmes "ou", "i" et "k".
- Ainsi, une phrase peut se décomposer en mots et chaque mot en sons, un son étant une simple syllabe. Une grammaire formelle du codage des chants et des cris des oiseaux est alors possible, en combinant musique et langage parlé (voir référence en Liens externes).
- Par ailleurs, il est possible de qualifier efficacement en français le chant et les cris des oiseaux à partir des sons composant la phrase qu'ils émettent (voir sujet Symbolisme phonétique). Par exemple, le cri de la chouette hulotte ("ouh.iiik") peut être qualifié de "profond" et de "perçant" correspondant respectivement aux deux premiers phonèmes "ou" et "i".